# Клод Адриан Хелвеций
Клод Адриан Хелвеций (на френски: Claude Adrien Helvétius) е френски философ-просветител, един от идеолозите на Френската революция.

## Биография
Роден е на 26 януари 1715 г. в Париж, Франция, в семейство на придворен лекар. На 12 години постъпва в йезуитския колеж „Луи Льо Гранд“, най-доброто училище, даващо класическо образование. Там се запознава със съчинението „Опит върху човешкия разум“ на Джон Лок, което оказва влияние върху неговия материализъм.
След завършването си служи в Кан като помощник на своя дядо, събирач на данъци. Пише стихове, но оставя тази дейност през 1740-те години, като изключение е поемата „Щастие“, издадена посмъртно през 1772 г. Към нея Хелвеций се връща в последните месеци от своя живот.
В младежка възраст Хелвеций взима решение да последва стъпките на скептика Фонтенел (който гледа с недоверие, съмнение към всичко), от чиито съчинения черпи сведения за идеите на Томас Хобс, Лок, Монтескьо и Волтер. Това му дава тласък в литературния свят.
През 1738 г., когато е на 23 години, е назначен за главен събирач на данъци, благодарение на влиянието на своя баща, лекар на кралица Мария Лешчинска. Изпълнява своята работа много прецизно, за което е възнаграден и натрупва огромно състояние. След женитбата си той напуска този пост. Хелвеций и съпругата му Ан-Катрин дю Линвил д’Отрикур прекарват времето си във замъка Ворѐ (Château de Voré), днес в департамент Орн или в своето парижко жилище на улица Сент Ан. Във Воре, Хелвеций организира богати угощения и се смята за радушен домакин, а в Париж салонът на жена му става място за свободомислещите. Влиза в кръга на Дидро и Холбах.
През 1764 г. Хелвеций посещава Англия, а на следващата година по покана на Фридрих II отива и в Прусия. През 1766 г. Хелвеций, заедно с астронома Лаланд, основава масонската ложа на науките (местен клон от масонската организация), в която впоследствие се обединяват най-известните учени на онова време. През 1769 г. завършва труда си „За човека, неговите умствени способности и възпитание“, който е публикуван посмъртно през 1772 г.
Хелвеций страда от тежка форма на подагра и умира в дома си на улица Сент Ан на 26 декември 1771 година на 56-годишна възраст.

## Философия
Основа на философията на Хелвеций образува сенсуализъмът на Джон Лок, от който били изключени идеалистическите елементи. Обективно съществуващата материя според Хелвеций се познава с помощта на усещанията. За оръдие на познанието Хелвеций смята паметта, която определя като „продължаващо, но отслабено усещане“. Разглеждайки опростено мисленето, Хелвеций разбира под него само комбиниране на усещанията. Той подчертава ролята на обществената среда за възпитанието на човешкия характер и с това обосновава необходимостта да се заменят феодалните отношения с капиталистически. Обаче определяща роля в общественото развитие според Хелвеций играят човешкото съзнание и страстта.
Дълбока характеристика на възгледите на Хелвеций е дадена от Маркс: „Сетивните впечатления, себелюбието, наслаждението и добре разбраният личен интерес образуват основата на всеки морал. Природното равенство на човешките умствени способности, единството между успеха на разума и успехите на промишлеността, природната доброта на човека, всемогъществото на възпитанието са главните моменти на неговата система“. Признаването от Хелвеций на решаващата роля на средата за формирането на човека, неговата идея за хармоничното съчетаване на личните и обществените интереси, идеята за равенството на умствените способности, изиграват голяма роля за подготовката на утопичния социализъм.
Средата на 18 век е част от епоха на изобретатели и полемици, писатели като Русо, Монтескьо, Волтер, Ламетри, които критически анализират обществения порядък. Към трактата по философия и изследванията на механизма на съзнанието Хелвеций добавя своя труд „За ума“, който е забранен от Сорбоната. Издадена е заповед за изгарянето му.
Главните моменти от етиката на Хелвеций:
- Единственият мотив за всички човешки постъпки е егоистичният интерес.
- Егоизмът като първичен фактор в постъпките дори от чисто морално естество.
- Критерият за моралността на постъпките е нейната полезност за обществото.
- Законодателството и възпитанието служат за привеждане в хармония на възнаграждение и наказание, индивидуален егоизъм и обществено благо.

Въпреки че този трактат е осъден от папа Климент XIII, Парижкия парламент и теологическия факултет към Сорбоната, той остава кодекс на френския морал в продължение на 50 години. Като главна своя задача Хелвеций вижда това да убеди законодателите и деятелите на образованието, че съществуването на гении, добродетели и таланти, зависи не просто от различията на сетивните органи, а е вследствие от образованието. А то зависи от характера на законите и от формата на държавното управление. Затова успехът е в техните ръце и зависи от това, доколко сериозно ще се отнесат към развитието на образованието.
Съчиненията на Хелвеций оказват силно влияние на много известни мислители и деятели по онова време като Джереми Бентъм, Пол Холбах и др.

## Основни идеи
- всички човешки дейности могат да се сведат до неговата физиология
- личният интерес мотивира всяко едно действие или оценка
- хората са интелектуално равни